# Canton de Guise
Le canton de Guise, prononcé Güise [ɡɥiz], est une circonscription électorale française située dans le département de l'Aisne et la région Hauts-de-France.
À la suite du redécoupage cantonal de 2014, les limites territoriales du canton sont remaniées. Le nombre de communes du canton passe de 19 à 45.

## Géographie
Ce canton est organisé autour de Guise dans l'arrondissement de Vervins. Son altitude varie de 72 m (Bernot) à 184 m (Marly-Gomont) pour une altitude moyenne de 112 m.

## Histoire

### Révolution française

Carte du canton de Guise en 1790

Le canton est créé le 18 février 1790 sous la Révolution française,. Le canton comprend 38 communes avec Guise pour chef-lieu : Aisonville, Audigny, Beaurain, Bernot, Bernoville, Bertaignemont, Bohéries, Clanlieu, Crupilly, Colonfay, Dorengt, Esquéhéries, Étreux, Faty, Flavigny-le-Petit, Flavigny-le-Grand, Grougis, Guise, Hauteville, Iron, Lavaqueresse, Leschelles, Lesquielles, Longchamps, Macquigny, Malzy, Monceau-sur-Oise, La Neuville-lès-Dorengt, Noyales, Proix, Puisieux, Saint-Germain, Le Sourd, Tupigny, Vadencourt, Verly, Villers-lès-Guise et Wiège. Il est une subdivision du district de Vervins qui disparait le 5 fructidor An III (22 août 1795)
Entre 1790 et 1794, Flavigny-le-Grand et Beaurain sont réunis pour former la commune de Flavigny-le-Grand-et-Beaurain. En 1790, Aisonville et Bernoville fusionnent pour donner la commune d'Aisonville-et-Bernoville. Entre 1790 et 1792, Lesquielles et Saint-Germain sont regroupées pour donner la commune de Lesquielles-Saint-Germain.
En 1794, Faty et Wiège sont réunis dans la commune de Wiège-Faty. En 1800, Le Sourd est adjoint à la commune de Wiège-Faty pour former Wiège-Faty-et-le-Sourd. Lors de la création des arrondissements par la loi du 28 pluviôse an VIII (17 février 1800), le canton de Guise est rattaché à l'arrondissement de Vervins. Ainsi, à la veille du premier redécoupage, le canton compte 33 communes avec la disparition de cinq communes au cours de la période révolutionnaire.

### 1801 - 2015
L'arrêté du 3 vendémiaire an X (25 septembre 1801) entraîne un redécoupage du canton de Guise qui est conservé. Trois communes du canton de Marly (Marly, Proizy et Romery) sont réunis au canton. Quatre communes (Étreux, Grougis, Tupigny, Verly) sont détachées pour intégrer le canton de Wassigny. Cinq communes (Clanlieu, Colonfay, Bertaignemont, Puisieux et Wiège-Faty-et-le-Sourd) sont reversées dans le canton de Sains. Quatre communes (Dorengt, Leschelles, Esquéhéries et La Neuville-lès-Dorengt) rejoignent le canton du Nouvion. Crupilly est détachée pour rejoindre le canton de La Capelle. Le canton est composé alors de vingt-deux communes. 
En 1811, la commune de Bohéries est réunie à Vadencourt. La nouvelle entité prend le nom de Vadencourt-et-Bohéries. Le canton compte alors vingt-et-une communes. En 1926, la commune de Marly prend le nom de Marly-Gomont. En 1962, celle de Proizy prend le nom de Proisy. En 1966, la commune de Flavigny-le-Petit est rattachée à celle de Guise. Le nombre de communes est alors de vingt. Ce chiffre s'abaisse à dix-neuf lors de la réunion de Vadencourt-et-Bohéries et Longchamps pour former la commune de Vadencourt en 1971. Cette composition reste stable jusqu'en mars 2015. Le canton a porté le code canton 0216 avant le redécoupage de 2014.

### Après le redécoupage de 2015
Un nouveau découpage territorial de l'Aisne entre en vigueur en mars 2015, défini par le décret du 21 février 2014, en application des lois du 17 mai 2013 (loi organique 2013-402 et loi 2013-403). Les conseillers départementaux sont, à compter de ces élections, élus au scrutin majoritaire binominal mixte. Les électeurs de chaque canton élisent au Conseil départemental, nouvelle appellation du Conseil général, deux membres de sexe différent, qui se présentent en binôme de candidats. Les conseillers départementaux sont élus pour 6 ans au scrutin binominal majoritaire à deux tours, l'accès au second tour nécessitant 12,5 % des inscrits au premier tour. En outre la totalité des conseillers départementaux est renouvelée. Ce nouveau mode de scrutin nécessite un redécoupage des cantons dont le nombre est divisé par deux avec arrondi à l'unité impaire supérieure. Dans l'Aisne, le nombre de cantons passe ainsi de 42 à 21. Le canton de Guise fait partie des treize cantons du département, dont les limites territoriales sont remaniées. Les huit autres sont des nouveaux cantons. 
Conformément à ce redécoupage, les cantons de Wassigny et du Nouvion-en-Thiérache sont regroupés avec celui de Guise. Les communes de Crupilly et de Chigny, appartenant avant cette recomposition au canton de La Capelle, sont également adjointes. Le bureau centralisateur est fixé à Guise et le canton groupe désormais 45 communes avec un nouveau code canton 0207.

## Représentation

### Conseillers généraux de 1833 à 2015
| Période | Période           | Identité                        | Étiquette              | Qualité |
| ------- | ----------------- | ------------------------------- | ---------------------- | --- |
| 1833    | 1836              | Charles-Louis Lesur (1770-1849) |                        | Histographe et publiciste Maire de Guise                                                                                            |
| 1836    | 1839              | Achille Hennet de Bernoville    |                        | Propriétaire, maire d'Aisonville-et-Bernoville                                                                                      |
| 1839    | 1870              | Camille Godelle                 | Conservateur           | Officier ministériel, membre du Conseil d'État Propriétaire à Paris, conseiller d'arrondissement Député (1849) Sénateur (1864-1870) |
| 1870    | 1883              | Jean-Baptiste Godin             | GR                     | Manufacturier à Guise Créateur du Familistère Député (1871-1876) Maire de Guise                                                     |
| 1883    | 1894 (décès)      | Louis-Rémy Paradis              | Républicain            | Propriétaire, maire de Lavaqueresse, conseiller d'arrondissement                                                                    |
| 1895    | 1897 (décès)      | Aimé Flamant                    | Républicain            | Maire de Guise |
| 1897    | 1919              | Pol Machin                      | Rad.                   | Brasseur - Maire de Vadencourt |
| 1919    | 1925              | Louis Devillers                 | RG                     | Médecin - Conseiller municipal de Guise                                                                                             |
| 1925    | 1926 (annulation) | Charles Machin                  | Rad.                   | Brasseur - Maire de Vadencourt |
| 1926    | 1930 (décès)      | Louis Devillers                 | RG                     | Médecin - Conseiller municipal de Guise                                                                                             |
| 1930    | 1937              | Charles Machin                  | Rad.                   | Maire de Vadencourt-et-Bohéries |
| 1937    | 1940              | Lucien Depreux (1895-1944)      | PC-SFIC                | Ouvrier menuisier Adjoint au Maire de Guise Décédé en 1944 au camp de Flossenburg                                                   |
|         |                   |                                 |                        | |
| 1945    | 1951              | Raoul Sauer                     | PCF                    | Brigadier des Douanes, ancien résistant Sénateur (1946-1948) Député (1951-1958) Vice-Président du Conseil Général                   |
| 1951    | 1958              | Adrien Renard                   | PCF                    | Ancien secrétaire de la Fédération CGT du textile Député (1945-1958)                                                                |
| 1958    | 1968 (décès)      | Georges Pettgen                 | RGR puis CD            | Enseignant, conseiller municipal de Guise                                                                                           |
| 1968    | 1982              | Paul Decourcelle (1921-1997)    | FGDS puis CDS puis DVD | Docteur en médecine à Guise |
| 1982    | 2015              | Daniel Cuvelier                 | DVG puis PS            | Commerçant retraité Ancien maire de Guise (1977-2010) Suppléant du député Jean-Pierre Balligand (1988-2002)                         |

### Conseillers d'arrondissement (de 1833 à 1940)
| Période                                  | Période      | Identité                              | Étiquette   | Qualité |
| ---------------------------------------- | ------------ | ------------------------------------- | ----------- | --- |
| 1833                                     | 1839         | Camille Godelle                       |             | Notaire à Guise                                                                                             |
| 1839                                     | 1845         | Pierre Alexis Hennequière (1800-1848) |             | Banquier à Guise                                                                                            |
| 1845                                     | 1848         | Auguste Besson (1805-1879)            |             | Propriétaire à Guise                                                                                        |
|                                          |              |                                       |             | |
| 1877                                     | 1882 (décès) | M. Delaby                             |             | |
| 1882                                     | 1883         | Louis-Rémy Paradis                    | Républicain | Maire de Lavaqueresse                                                                                       |
| 1883                                     |              | M. Lefèvre                            |             | |
| 1883                                     |              | M. Delaby                             |             | |
|                                          |              |                                       |             | |
|                                          | 1897         | Pol Machin                            | Républicain | Brasseur, maire de Vadencourt                                                                               |
| 1897                                     | 1899 (décès) | Louis-Charles Meurisse (1855-1899)    |             | Pâtissier, maire de Guise                                                                                   |
|                                          |              |                                       |             | |
| 1904                                     | 1928         | M. Maillet                            | Radical     | |
| 1928                                     | 1940         | M. Prévost                            | Radical     | Président du Conseil d'arrondissement, propriétaire à Aisonville                                            |
| 1940                                     |              |                                       |             | Les conseils d'arrondissement ont été suspendus par la loi du 12 octobre 1940 et n'ont jamais été réactivés |
| Les données manquantes sont à compléter. |              |                                       |             | |

### Représentation après 2015
| Période élective | Période élective | Mandat | Mandat   | Identité        | Nuance | Nuance | Qualité                                    |
| ---------------- | ---------------- | ------ | -------- | --------------- | ------ | ------ | ------------------------------------------ |
| 2015             | 2021             | 2015   | 2021     | Armand Pollet   |        | RN     | Employé du secteur privé                   |
| 2015             | 2021             | 2015   | 2021     | Marion Saillard |        | RN     | Chirurgien-dentiste                        |
| 2021             | 2028             | 2021   | en cours | Roselyne Cail   |        | DVC    | Ancien cadre Maire du Nouvion-en-Thiérache |
| 2021             | 2028             | 2021   | en cours | Hugues Cochet   |        | DVC    | Maire de Guise                             |

#### Élections de mars 2015
À l'issue du premier tour des élections départementales de 2015, trois binômes sont en ballottage : Armand Pollet et Marion Saillard (FN, 44,05 %), Thierry Thomas et Monique Walton (PS, 29,23 %) et Olivier Cambraye et Anne-Marie Leviel (Union de la Droite, 26,72 %). Le taux de participation est de 55,55 % (9 411 votants sur 16 941 inscrits) contre 53,32 % au niveau départemental et 50,17 % au niveau national.
Au second tour, Armand Pollet et Marion Saillard (FN) sont élus Conseillers départementaux de l'Aisne avec 53,9 % des suffrages exprimés et un taux de participation de 58 % (4 732 voix pour 9 825 votants et 16 941 inscrits).

#### Élections de juin 2021
Le premier tour des élections départementales de 2021 est marqué par un très faible taux de participation (33,26 % au niveau national). Dans le canton de Guise, ce taux de participation est de 40,47 % (6 762 votants sur 16 708 inscrits) contre 34,94 % au niveau départemental. À l'issue de ce premier tour, deux binômes sont en ballottage : Roselyne Cail et Hugues Cochet (DVC, 59,92 %) et Francine Brusset et Armand Pollet (RN, 40,08 %).
Le second tour des élections est marqué une nouvelle fois par une abstention massive équivalente au premier tour. Les taux de participation sont de 34,3 % au niveau national, 34,65 % dans le département et 41,47 % dans le canton de Guise. Roselyne Cail et Hugues Cochet (DVC) sont élus avec 62,83 % des suffrages exprimés (4 110 voix pour 6 932 votants et 16 715 inscrits),,.

## Composition

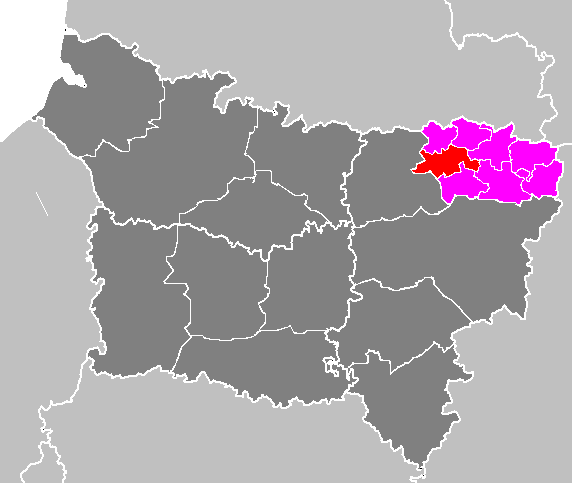
Situation du canton de Guise dans le département de l'Aisne avant 2015.

### Composition avant 2015
Le canton de Guise regroupait 19 communes et comptait 10 706 habitants en 2012.
| Nom                           | Code Insee | Codepostal | Superficie (km2) | Population (dernière pop. légale) | Densité (hab./km2) |
| ----------------------------- | ---------- | ---------- | ---------------- | --------------------------------- | ------------------ |
| Guise (chef-lieu)             | 02361      | 02120      | 16,13            | 5 182 (2012)                      | 321                |
| Aisonville-et-Bernoville      | 02006      | 02110      | 8,73             | 274 (2012)                        | 31                 |
| Audigny                       | 02035      | 02120      | 10,73            | 283 (2012)                        | 26                 |
| Bernot                        | 02070      | 02120      | 16,56            | 446 (2012)                        | 27                 |
| Flavigny-le-Grand-et-Beaurain | 02313      | 02120      | 13,63            | 480 (2012)                        | 35                 |
| Hauteville                    | 02376      | 02120      | 7,10             | 165 (2012)                        | 23                 |
| Iron                          | 02386      | 02510      | 9,51             | 228 (2012)                        | 24                 |
| Lavaqueresse                  | 02414      | 02450      | 4,44             | 214 (2012)                        | 48                 |
| Lesquielles-Saint-Germain     | 02422      | 02120      | 16,21            | 828 (2012)                        | 51                 |
| Macquigny                     | 02450      | 02120      | 20,18            | 375 (2012)                        | 19                 |
| Malzy                         | 02455      | 02120      | 10,30            | 188 (2012)                        | 18                 |
| Marly-Gomont                  | 02469      | 02120      | 12,91            | 435 (2012)                        | 34                 |
| Monceau-sur-Oise              | 02494      | 02120      | 5,86             | 112 (2012)                        | 19                 |
| Noyales                       | 02563      | 02120      | 7,18             | 171 (2012)                        | 24                 |
| Proisy                        | 02624      | 02120      | 5,20             | 325 (2012)                        | 63                 |
| Proix                         | 02625      | 02120      | 3,45             | 150 (2012)                        | 43                 |
| Romery                        | 02654      | 02120      | 3,96             | 88 (2012)                         | 22                 |
| Vadencourt                    | 02757      | 02120      | 12,24            | 598 (2012)                        | 49                 |
| Villers-lès-Guise             | 02814      | 02120      | 8,06             | 164 (2012)                        | 20                 |

### Composition à partir de 2015
Le canton de Guise regroupe 45 communes.
| Nom                           | Code Insee | Intercommunalité             | Superficie (km2) | Population (dernière pop. légale) | Densité (hab./km2) | Modifier                                    |
| ----------------------------- | ---------- | ---------------------------- | ---------------- | --------------------------------- | ------------------ | ------------------------------------------- |
| Guise (bureau centralisateur) | 02361      | CC Thiérache Sambre et Oise  | 16,13            | 4 510 (2022)                      | 280                | modifier les données · modifier les données |
| Aisonville-et-Bernoville      | 02006      | CC Thiérache Sambre et Oise  | 8,73             | 257 (2022)                        | 29                 | modifier les données · modifier les données |
| Audigny                       | 02035      | CC Thiérache Sambre et Oise  | 10,73            | 282 (2022)                        | 26                 | modifier les données · modifier les données |
| Barzy-en-Thiérache            | 02050      | CC de la Thiérache du Centre | 7,63             | 317 (2022)                        | 42                 | modifier les données · modifier les données |
| Bergues-sur-Sambre            | 02067      | CC de la Thiérache du Centre | 4,41             | 206 (2022)                        | 47                 | modifier les données · modifier les données |
| Bernot                        | 02070      | CC Thiérache Sambre et Oise  | 16,56            | 434 (2022)                        | 26                 | modifier les données · modifier les données |
| Boué                          | 02103      | CC de la Thiérache du Centre | 10,44            | 1 316 (2022)                      | 126                | modifier les données · modifier les données |
| Chigny                        | 02188      | CC Thiérache Sambre et Oise  | 10,47            | 141 (2022)                        | 13                 | modifier les données · modifier les données |
| Crupilly                      | 02244      | CC Thiérache Sambre et Oise  | 3,52             | 64 (2022)                         | 18                 | modifier les données · modifier les données |
| Dorengt                       | 02269      | CC de la Thiérache du Centre | 10,50            | 150 (2022)                        | 14                 | modifier les données · modifier les données |
| Esquéhéries                   | 02286      | CC de la Thiérache du Centre | 16,21            | 849 (2022)                        | 52                 | modifier les données · modifier les données |
| Étreux                        | 02298      | CC Thiérache Sambre et Oise  | 10,36            | 1 455 (2022)                      | 140                | modifier les données · modifier les données |
| Fesmy-le-Sart                 | 02308      | CC de la Thiérache du Centre | 16,06            | 516 (2022)                        | 32                 | modifier les données · modifier les données |
| Flavigny-le-Grand-et-Beaurain | 02313      | CC Thiérache Sambre et Oise  | 13,63            | 438 (2022)                        | 32                 | modifier les données · modifier les données |
| Grand-Verly                   | 02783      | CC Thiérache Sambre et Oise  | 3,80             | 134 (2022)                        | 35                 | modifier les données · modifier les données |
| Grougis                       | 02358      | CC Thiérache Sambre et Oise  | 11,26            | 310 (2022)                        | 28                 | modifier les données · modifier les données |
| Hannapes                      | 02366      | CC Thiérache Sambre et Oise  | 9,16             | 327 (2022)                        | 36                 | modifier les données · modifier les données |
| Hauteville                    | 02376      | CC Thiérache Sambre et Oise  | 7,10             | 184 (2022)                        | 26                 | modifier les données · modifier les données |
| Iron                          | 02386      | CC Thiérache Sambre et Oise  | 9,51             | 219 (2022)                        | 23                 | modifier les données · modifier les données |
| Lavaqueresse                  | 02414      | CC Thiérache Sambre et Oise  | 4,44             | 202 (2022)                        | 45                 | modifier les données · modifier les données |
| Leschelle                     | 02419      | CC de la Thiérache du Centre | 14,69            | 269 (2022)                        | 18                 | modifier les données · modifier les données |
| Lesquielles-Saint-Germain     | 02422      | CC Thiérache Sambre et Oise  | 16,21            | 776 (2022)                        | 48                 | modifier les données · modifier les données |
| Macquigny                     | 02450      | CC Thiérache Sambre et Oise  | 20,18            | 356 (2022)                        | 18                 | modifier les données · modifier les données |
| Malzy                         | 02455      | CC Thiérache Sambre et Oise  | 10,30            | 181 (2022)                        | 18                 | modifier les données · modifier les données |
| Marly-Gomont                  | 02469      | CC Thiérache Sambre et Oise  | 12,91            | 484 (2022)                        | 37                 | modifier les données · modifier les données |
| Mennevret                     | 02476      | CC Thiérache Sambre et Oise  | 11,89            | 654 (2022)                        | 55                 | modifier les données · modifier les données |
| Molain                        | 02488      | CC Thiérache Sambre et Oise  | 1,81             | 160 (2022)                        | 88                 | modifier les données · modifier les données |
| Monceau-sur-Oise              | 02494      | CC Thiérache Sambre et Oise  | 5,86             | 130 (2022)                        | 22                 | modifier les données · modifier les données |
| La Neuville-lès-Dorengt       | 02548      | CC de la Thiérache du Centre | 10,88            | 391 (2022)                        | 36                 | modifier les données · modifier les données |
| Le Nouvion-en-Thiérache       | 02558      | CC de la Thiérache du Centre | 48,42            | 2 479 (2022)                      | 51                 | modifier les données · modifier les données |
| Noyales                       | 02563      | CC Thiérache Sambre et Oise  | 7,18             | 142 (2022)                        | 20                 | modifier les données · modifier les données |
| Oisy                          | 02569      | CC Thiérache Sambre et Oise  | 10,79            | 459 (2022)                        | 43                 | modifier les données · modifier les données |
| Petit-Verly                   | 02784      | CC Thiérache Sambre et Oise  | 5,19             | 156 (2022)                        | 30                 | modifier les données · modifier les données |
| Proisy                        | 02624      | CC Thiérache Sambre et Oise  | 5,20             | 275 (2022)                        | 53                 | modifier les données · modifier les données |
| Proix                         | 02625      | CC Thiérache Sambre et Oise  | 3,45             | 144 (2022)                        | 42                 | modifier les données · modifier les données |
| Ribeauville                   | 02647      | CC Thiérache Sambre et Oise  | 3,58             | 77 (2022)                         | 22                 | modifier les données · modifier les données |
| Romery                        | 02654      | CC Thiérache Sambre et Oise  | 3,96             | 83 (2022)                         | 21                 | modifier les données · modifier les données |
| Saint-Martin-Rivière          | 02683      | CC Thiérache Sambre et Oise  | 5,52             | 115 (2022)                        | 21                 | modifier les données · modifier les données |
| Tupigny                       | 02753      | CC Thiérache Sambre et Oise  | 12,84            | 335 (2022)                        | 26                 | modifier les données · modifier les données |
| Vadencourt                    | 02757      | CC Thiérache Sambre et Oise  | 12,24            | 511 (2022)                        | 42                 | modifier les données · modifier les données |
| La Vallée-Mulâtre             | 02760      | CC Thiérache Sambre et Oise  | 5,28             | 147 (2022)                        | 28                 | modifier les données · modifier les données |
| Vaux-Andigny                  | 02769      | CC Thiérache Sambre et Oise  | 15,75            | 923 (2022)                        | 59                 | modifier les données · modifier les données |
| Vénérolles                    | 02779      | CC Thiérache Sambre et Oise  | 8,89             | 225 (2022)                        | 25                 | modifier les données · modifier les données |
| Villers-lès-Guise             | 02814      | CC Thiérache Sambre et Oise  | 8,06             | 160 (2022)                        | 20                 | modifier les données · modifier les données |
| Wassigny                      | 02830      | CC Thiérache Sambre et Oise  | 6,79             | 946 (2022)                        | 139                | modifier les données · modifier les données |
| Canton de Guise               | 0207       |                              | 468,52           | 22 889 (2022)                     | 49                 | modifier les données                        |

## Démographie

### Démographie avant le redécoupage de 2015
| 1962   | 1968   | 1975   | 1982   | 1990   | 1999   | 2006   | 2007   | 2008   |
| ------ | ------ | ------ | ------ | ------ | ------ | ------ | ------ | ------ |
| 14 743 | 13 869 | 12 723 | 11 866 | 11 463 | 11 305 | 11 063 | 11 032 | 10 915 |

| 2009   | 2010   | 2011   | 2012   | - | - | - | - | - |
| ------ | ------ | ------ | ------ | - | - | - | - | - |
| 10 817 | 10 744 | 10 724 | 10 706 | - | - | - | - | - |

### Démographie après le redécoupage de 2015
En 2022, le canton comptait 22 889 habitants, en évolution de −3,34 % par rapport à 2016 (Aisne : −1,97 %, France hors Mayotte : +2,11 %).
| 2013   | 2018   | 2022   |
| ------ | ------ | ------ |
| 24 232 | 23 349 | 22 889 |